# سد کانیادا
سد کانیادا (به پرتغالی: Barragem da Caniçada) یک سد قوسی و نیروگاه برقابی در پرتغال است که در منطقه براگا واقع شده‌است.